# Vanilleae
Vanilleae – plemię roślin z rodziny storczykowatych (Orchidaceae). Obejmuje 9 rodzajów oraz około 200 gatunków występujących w Azji, Ameryce Południowej i Północnej, Australii i Oceanii oraz Afryce w takich krajach i regionach jak: Chiny, Sri Lanka, Asam, Himalaje, Kambodża, Laos, Tajlandia, Wietnam, Borneo, Jawa, Półwysep Malajski, Filipiny, Celebes, Sumatra, Mjanma, Riukiu, Tajwan, Nikobary, Nowa Kaledonia, Nowa Gwinea, Australia, Archipelag Bismarcka, Wyspy Salomona, Karoliny, Fidżi, Belize, Kostaryka, Trynidad i Tobago, Gwatemala, Honduras, Nikaragua, Panama, Salwador, Gujana Francuska, Gujana, Surinam, Wenezuela, Boliwia, Kolumbia, Ekwador, Peru, Brazylia, Argentyna, Paragwaj, Komory, Madagaskar, Ghana, Gwinea, Wybrzeże Kości Słoniowej, Liberia, Nigeria, Sierra Leone, Republika Środkowoafrykańska, Kamerun, Kongo, Gwinea Równikowa, Gabon, Demokratyczna Republika Konga, Etiopia, Kenia, Tanzania, Uganda, Angola, Malawi, Mozambik, Zambia, Zimbabwe, Seszele, Południowa Afryka, Stany Zjednoczone, Meksyk i Karaiby.

## Systematyka
Plemię sklasyfikowane do podrodziny waniliowych (Vanilloideae) w rodzinie storczykowatych (Orchidaceae), rząd szparagowce (Asparagales) w obrębie roślin jednoliściennych.
Wykaz rodzajów
- Clematepistephium N. Hallé
- Cyrtosia Blume
- Epistephium Kunth
- Eriaxis Rchb. f.
- Erythrorchis Blume
- Galeola Lour.
- Lecanorchis Blume
- Pseudovanilla Garay
- Vanilla Mill. – wanilia